# Calispongiídeos
Calispongiídeos (Callyspongiidae) são uma família de esponjas marinhas da ordem Haplosclerida.

## Gêneros
- Arenosclera Pulitzer-Finali, 1982
- Callyspongia Duchassaing e Michelotti, 1864
- Dactylia Carter, 1885
- Siphonochalina Schmidt, 1868